# Luftschraubenboot des Grafen Zeppelin
Ferdinand Graf von Zeppelin führte von 1896 bis 1905 Vergleichsversuche mit einem von einer Luftschraube (synonym: Propeller) angetriebenen Boot durch, um Erfahrungen zum effizienten Einsatz der Propeller zu gewinnen, mit denen die ersten beiden Zeppelin-Luftschiffe angetrieben wurden. Die Versuche fanden in der Manzeller Bucht westlich von Friedrichshafen am Bodensee statt.

## Funktion des Luftschraubenbootes
Die Luftschrauben wurden auf dem Luftschraubenboot (auch Propellerboot oder Luftschrauben-Motorboot) an bis zu drei Gestellen montiert, angetrieben wurde aber nur die Luftschraube im Heck. Die Luftschraube wurde über eine Welle angetrieben, die sich durch ein Wendegetriebe, direkt am Motor, in die gewünschte Richtung drehte. Der Lärm war ohrenbetäubend. Mittels der gemessenen Geschwindigkeit des Bootes untersuchten Zeppelin und Theodor Kober die Auswirkung der Flügellänge, der Anzahl der Flügel und der Drehzahl auf die Effizienz der Schraube für den Einsatz im Zeppelin. Bei einem Test mit zwei 0,95 m langen Aluminiumflügeln, die von einem 12-PS-Motor (8,8 kW) mit 1500 Umdrehungen pro Minute angetrieben wurden, erreichte das Boot 14 km/h. 
Die Aussagekraft der Ergebnisse dieser Prüfungsreihen litt unter den Einflüssen von Wind, Wellengang und der Strömung. Deshalb wurde ab LZ 3 der Propellerprüfwagen von Ludwig Prandtl verwendet, der auf der Internationalen Luftschiffahrt-Ausstellung Frankfurt 1909 (ILA) vorgeführt wurde. Ab 1921 wurde ein werkseigener Windkanal benutzt. Vergleichstests der Schrauben wurden auch am fahrenden Luftschiff durchgeführt. Nach 1905 wurden die Versuche mit dem Luftschraubenboot eingestellt.

## Das Luftschraubenbootvon Graf Zeppelin
Bereits vor 1896 ließ Graf Zeppelin ein speziell als Luftschraubenboot konzipiertes Motorboot bauen, das nur Das Luftschraubenboot genannt wurde. Zeppelin benutzte dieses Boot häufig, um Gästen auf der Fahrt von Friedrichshafen nach Manzell die Wirkungsweise der Luftschraube zu demonstrieren. Das offene Boot war 11,50 m lang, 2 m breit und hatte einen Tiefgang von 30 cm. Mit einer Wasserschraube erreichte es 18 km/h, mit dem Zweiflügel-Luftpropeller 15 km/h. Der konvexe Steven und das Spitzgattheck unterschied es vom Motorboot Manzell.
Von diesem Boot wird berichtet, dass es 1902 bei der ersten deutschen Motorbootausstellung am Wannsee teilgenommen hatte, die auf der Havel mit Schnellfahrtversuchen bei hohem Seegang abgeschlossen worden war. Dabei belegte Das Luftschraubenboot über eine Distanz von 25 km mit einer Geschwindigkeit von 13,2 km/h den zweiten Platz. Andere Quellen zeigen das Boot. Der weitere Verbleib des Bootes ist nicht bekannt. Volker Geiling und Manfred A. Sauter erwähnen spätere „Luftschraubenversuche mit einem Propellerboot um 1917“.

## Trivia
Wie Graf Zeppelin 1913 selbst berichtete, experimentierte er bereits in den frühen 60er Jahren des 19. Jahrhunderts mit Booten. Damals baute er einen Fischerkahn in ein Sportsegelboot um und war damit einer der ersten Sportsegler auf dem Bodensee.